# Cerro Archibarca
Cerro Archibarca är ett berg i Argentina. Det ligger i den norra delen av landet, 1 400 km nordväst om huvudstaden Buenos Aires. Toppen på Cerro Archibarca är 5 592 meter över havet.
Terrängen runt Cerro Archibarca är huvudsakligen kuperad, men norrut är den bergig. Cerro Archibarca är den högsta punkten i trakten. Trakten runt Cerro Archibarca är nära nog obefolkad, med mindre än två invånare per kvadratkilometer.. Det finns inga samhällen i närheten.
Trakten runt Cerro Archibarca är ofruktbar med lite eller ingen växtlighet.